# José González Beytia

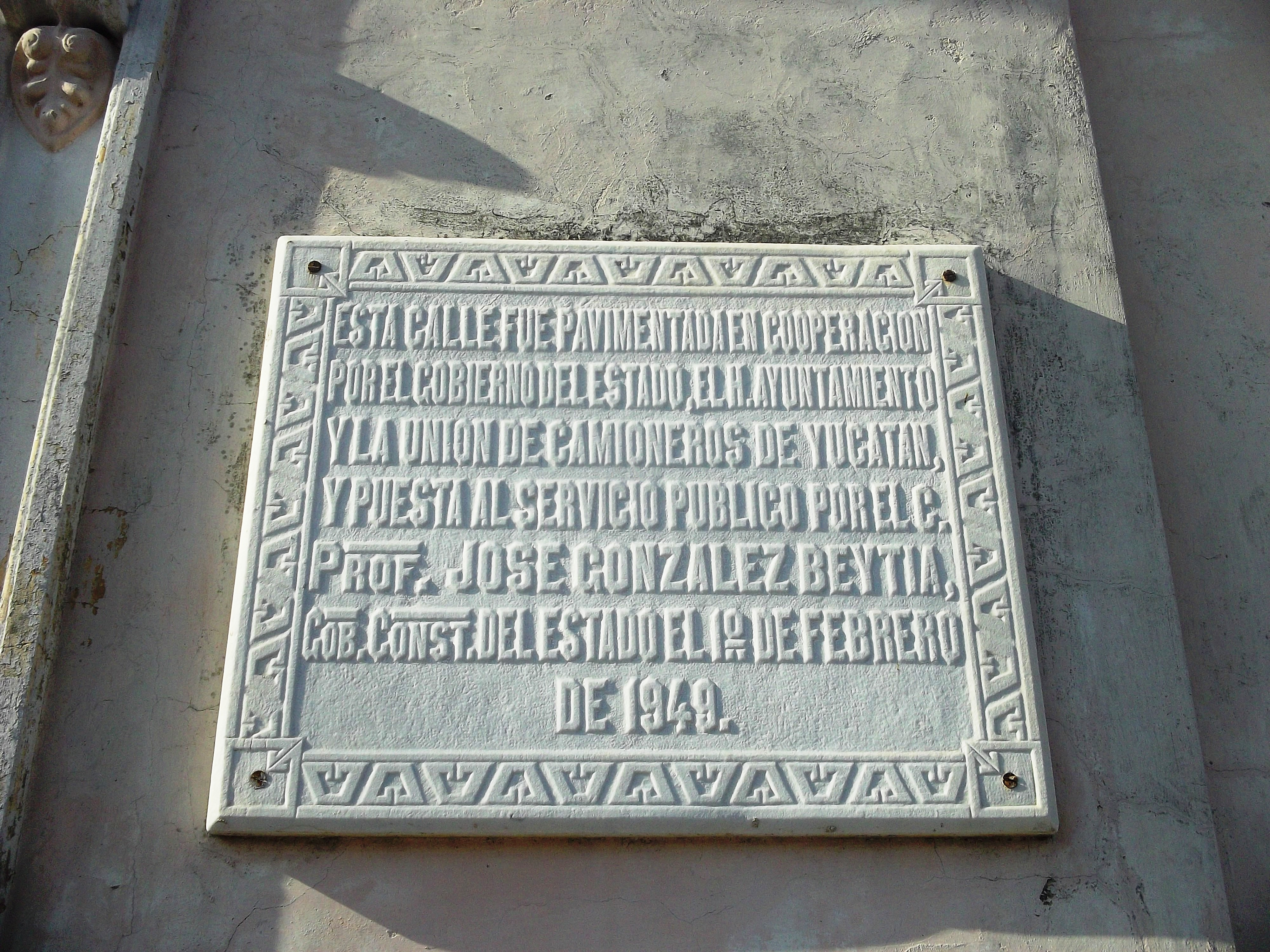
Piedra grabada de la inauguración de una calle de Mérida por el entonces gobernador José González Beytia.

José González Beytia (Valladolid, Yucatán; 1908 - Mérida, Yucatán; 15 de septiembre de 1988) fue un maestro y político mexicano, miembro del Partido Revolucionario Institucional. Fue gobernador de Yucatán en el primer periodo sexenal del siglo XX de esta entidad federativa que hasta entonces había tenido gobernadores cuatrienales.

## Datos biográficos
En 1922 inició sus estudios para maestro en la Escuela Normal de la ciudad de Mérida (actualmente la Escuela Normal Rodolfo Menéndez de la Peña). Fue en 1925 campeón estatal de oratoria, año en el que también egresó de la escuela como docente.
Ejerció la actividad magisterial en la Escuela Hidalgo bajo la tutela del profesor Remigio Aguilar Sosa hasta 1930, año en el que fue designado secretario de la policía judicial en el estado de Yucatán. En 1940 trasladó su domicilio a la Ciudad de México para trabajar en la Secretaría de Gobernación y en una dependencia del Instituto Nacional de Bellas Artes.
En 1942 regresó a Yucatán cuando fue nombrado secretario particular del recién electo gobernador Ernesto Novelo Torres. Un año después fue elegido diputado local en Yucatán. En 1946 fue elegido gobernador de Yucatán en el primer periodo sexenal que se dio en el estado en el siglo XX.
Durante su gestión se invirtieron recursos en la construcción de escuelas y de una serie de pequeñas hospitales rurales particularmente en la denominada zona henequenera de Yucatán. En 1951, a la vista ya de la sucesión gubernamental del estado y ante el evidente favor presidencial a Miguel Alemán Valdés con que contaba Tomás Marentes quien finalmente sería postulado candidato a gobernador por el PRI, decidió pedir licencia al cargo de gobernador e irse a vivir a La Habana. En Cuba vivió hasta 1970, año en que regresó a Mérida. Falleció a los 80 años de edad.